# Beania mirabilis
Beania mirabilis är en mossdjursart som beskrevs av Johnston 1840. Beania mirabilis ingår i släktet Beania och familjen Beaniidae. Arten är reproducerande i Sverige. Inga underarter finns listade i Catalogue of Life.